# Kanazava
Kanazava (japonsko 金沢市, latinizirano: Kanazava-ši) je glavno mesto prefekture Išikava na Japonskem. Od 1. januarja 2018 je imelo mesto ocenjeno število prebivalcev 466.029 v 203.271 gospodinjstvih in gostoto prebivalstva 990 oseb na km 2. Skupna površina mesta je bila 468,64 kvadratnih kilometrov.

## Pregled

### Mestna pokrajina
- Postaja Kanazava（2013）
- Tržnica Ōmičō（Ōmičō-Ičiba）（2013）
- Obzorje mesta Kanazava（2017）
- Poslovno središče Kanazave
- Središče mesta Katamači (2022)

## Geografija
Kanazava je v severozahodni prefekturi Išikava v pokrajini Hokuriku (北陸地方, Hokuriku chihō) na Japonskem in meji na Japonsko morje na zahodu in na prefekturo Tojama na vzhodu. Mesto leži med rekama Sai in Asano. V vzhodnem delu mesta prevladujejo Japonske Alpe. Deli mesta so znotraj meja narodnega parka Hakusan.

### Površje
Jugovzhodni del je gorat, vključno z goro Nara (1644 m, najvišji vrh v mestu Kanazava, izvir reke Sai), goro Mikoši (1621 m), Daimon (1572 m) in goro Iozen (939m). Območje v bližini nižine je gričevnato in vključuje hribe Tomuro (548 m), Kigo (546 m), Noda (180 m), Mangandži (177 m) in Utacu (141 m). Tomuro in Kigo sta kvartarna vulkana, ki sta nastala pred več sto tisoč leti. Območje preloma Morimoto-Togaši je razporejeno blizu meje med gorami in ravninami. Na severozahodu je nižina Kanazava, kjer tečejo reke Sai (znana tudi kot reka Otoko), Asano (znana tudi kot reka Onna), Kanakusari, Morimoto, Fušimi, Takahaši in skozi teče reka Učikava. Reka Sai in reka Fušimi, ki se združi z njo, tečeta neposredno v Japonsko morje, druge reke pa se izlivajo v laguno Kahokugata in nato v Japonsko morje preko reke Ono. Obala so peščene sipine, estuarij pa se vije proti severu. Jez Saigava in jez Učikava sta gorvodno od reke Saigava, in se uporabljata za oskrbo z vodo in namakanje. Reki Sai in Asano potekata vzporedno v mestu, planota med rečnima terasama na severnem bregu reke Sai in južnem bregu reke Asano pa je planota Kodacuno. Ruševine gradu Kanazava in vrt Kenroku-en so na zahodnem koncu planote Kodacuno. Rečna terasa na južnem bregu reke Sai se imenuje planota Teramači.
Kanazava ima vlažno subtropsko podnebje (Köppnova podnebna klasifikacija Cfa), za katero so značilna vroča, vlažna poletja in mrzle zime z močnim sneženjem. Povprečne temperature so nekoliko nižje od tistih v Tokiu, v povprečju približno 4 °C v januarju, 12 °C v aprilu, 27 °C v avgustu, 17 °C oktobra in 7 °C decembra. Najnižja zabeležena temperatura je bila -9,4 °C 27. januarja 1904, najvišja temperatura pa je bila 38,5 °C kot rekord od 8. septembra 1902. Mesto je izrazito mokro, s povprečno vlažnostjo 73 % in 193 deževnimi dnevi v povprečnem letu. Padavin je največ jeseni in pozimi; v povprečju znaša več kot 250 milimetrov/mesec od novembra do januarja, ko je Aleutska depresija najmočnejša, vendar je vsak mesec v letu nad 125 milimetrov.

### Demografija
Po podatkih japonskega popisa  je prebivalstvo Kanazave v zadnjih 40 letih vztrajno naraščalo.
| Census Year | Population |
| ----------- | ---------- |
| 1970        | 361.379    |
| 1980        | 417.684    |
| 1990        | 442.868    |
| 2000        | 456.638    |
| 2010        | 462.361    |
| 2010        | 466.029    |

## Zgodovina
Ime Kanazava (金沢, 金澤), ki dobesedno pomeni »zlato močvirje«, naj bi izhajalo iz legende o kmetu Imohori Togoru (dobesedno »kopač krompirja iz Togora«), ki je kopal krompir, ko je naplavilo kosmiče zlata. Vodnjak na posestvu Kenroku-en, znan kot "Kindžo Reitaku" (金城麗澤), potrjuje te korenine. Ime območja, kjer je bila Kanazava prvotno znana kot Išiura, je ohranjeno v svetišču Išiura blizu Kenrokuena.

### Izvor
Območje okoli Kanazave je bilo del starodavne province Kaga, starodavne japonske province in je navedena kot ena od prvotnih provinc v Nihon Šoki.

### Srednji vek
Obodbje Muromači
V obdobju Muromači (1336 do 1573), ko je moč osrednjih šogunov v Kjotu usihala, je provinca Kaga prišla pod nadzor Ikō-iki, uporniških ali avtonomnih skupin ljudi, privržencev naukov duhovnika Renja iz sekte budizma Džōdo Šinšū, ki je izrinil uradne guvernerje province, klan Togaši, in ustanovili nekakšno teokratično republiko, pozneje znano kot »Kmečko kraljestvo«. Njihovo glavno oporišče je bil Kanazava Gobo na konici grebena Kodacuno. Podprta z visokimi griči in z obeh strani obdana z rekami je bil naravna utrdba, okoli katerega se je razvilo grajsko mesto. To je bil začetek tega, kar bo postalo mesto Kanazava.
Obdobje Sengoku
Leta 1580, v obdobju Sengoku (1467 do 1615), je daimjo Oda Nobunaga poslal Šibato Kacuiea in svojega generala Sakumo Morimaso, da osvojita Kaga Ikko-ikki.
Po strmoglavljenju »Kmečkega kraljestva« je Morimasa dobil provinco kot svoj fevd. Vendar pa ga je po atentatu na Oda Nobunago leta 1582 izpodrinil Maeda Tošiie, ki je ustanovil Kaga domeno. V bitki pri Sekigahari leta 1600 se je Maeda postavil na stran Tokugave Iejasuja in tako lahko dodatno povečal svoje posesti na ogromnih 1,2 milijona koku — daleč največje fevdalno področje znotraj šogunata Tokugava. Klan Maeda je še naprej vladal domeni Kaga iz gradu Kanazava do konca obdobja Edo.
- Renjo
- Sakuma Morimasa
- Maeda Tošiie

### Zgodnja moderna doba
Obdobje Edo
Maeda Tošiie in njegovi nasledniki so močno povečali grad Kanazava in skrbno načrtovali postavitev okoliških džōkamači, da bi izpolnili strateške in obrambne potrebe. 14. aprila 1631 je požar požrl velik del mesta, vključno z gradom. Leta 1632 je Maeda Tošicune ukazal zgraditi kanal, da bi pripeljal vodo iz zgornjega toka reke Sai v grad, da bi ublažil problem pomanjkanja vode. Voda je bila črpana daleč navzgor in speljana skozi kilometre kanalov in cevi, skrbno položenih na pobočju 750 : 1 za približno 3,3 kilometra do gradu. Voda je bila dovedena v grad pod jarkom, ki je ležal med njim in tem, kar je zdaj Kenroku-en, ob arteškem vodnjaku. Veliko jezero v Kenroku-enu, Kasumi-ga-Ike, je delovalo kot nujna oskrba. Lokalna legenda pravi, da ima jezero čep, ki bi ga lahko potegnili, da bi povečali vodo v jarkih. Niz jarkov je bil postavljen v začetku 17. stoletja. Sprva so bili suhi, kasneje pa povezani z rekami. Notranji jarek je bil izkopan v samo 27 dneh in je bil v povprečju širok približno štiri do pet čevljev. Zunanji jarek je trajal nekoliko dlje in je bil v povprečju širok približno šest do devet čevljev. Čeprav je bil velik del notranjega jarka zasut, ostajajo veliki deli zunanjega jarka. Zemljo, odstranjeno iz jarka, so kot dodaten obrambni ukrep naložili v grebene ob notranji strani.
Preden je klan Maeda prišel v Kanazavo, je imelo mesto samo 5000 prebivalcev. Vendar se je po zaslugi prizadevanj Maede to število hitro povečalo. Do leta 1700 bi se Kanazava z več kot 100.000 prebivalci po velikosti kosala z Rimom, Amsterdamom in Madridom. Maeda je poklical samuraje, da bi živeli v Kanazavi in ponudil niz spodbud za privabljanje obrtnikov in trgovcev, potrebnih za podporo samurajskemu prebivalstvu.  Pooblaščeni trgovci in obrtniki so v zameno za selitev v mesto prejeli ekonomske, socialne in politične privilegije: zagotovljeno jim je bilo poslovanje, oproščeni nekaterih davkov in dodeljeni so bili kosi zemlje za trgovine in bivališča. Ti trgovci in obrtniki so bili na vrhu družbenega razreda čōnin ali meščanov.
Drugi trgovci in obrtniki, ki so sestavljali preostanek čonin, so prišli brez takih obljub. Nekateri so bili najprej najeti kot služabniki pri samurajih ali bogatih trgovskih družinah in so se odločili ostati v mestu tudi po izteku pogodb, čeprav se jih je večina preselila v Kanazavo brez drugega razloga kot zaradi komercialnih priložnosti, ki jih je mesto ponujalo. Vlada je dodatno olajšala rast tako, da se je na potrebe teh novincev odzvala s projekti, kot je projekt reke Sai. Ker se je reka Sai razcepila na dvoje in je bil grad v središču, je bil del struge neuporaben. V 1610-ih je gradbeni projekt preusmeril sekundarni tok v glavno reko in tako ustvaril uporabno zemljišče, kjer so se odprli štirje novi oddelki za naselje čōnin. Nekateri od teh revnejših trgovcev so postali dovolj uspešni, da so lahko tekmovali s pooblaščenimi trgovci za položaje v mestni upravi, vendar so se mnogi preživljali z izdelavo in prodajo poceni blaga, kot so dežniki in slamnati sandali, za množično potrošnjo. To pomeni, da je navadno prebivalstvo Kanazave začelo ustvarjati lastne potrošniške zahteve in tako spodbudilo še večjo rast.
Kanazava je v veliki meri cvetela zaradi vzajemno koristnega odnosa med daimjō in čōnin. Samuraji so se za blago in storitve zanašali na trgovce in obrtnike, medtem ko so čōnini lahko uspevali zaradi zaščite, ki jo je zagotavljal daimjō. Izhajajoč iz obdobja Sengoku so bila grajska mesta še posebej privlačna zaradi svoje varnosti in obrambe. Rast Kanazave je kazala na večji trend urbanizacije na Japonskem od 1580 do 1700. V teh 120 letih se je prebivalstvo države skoraj podvojilo in doseglo približno 30.000.000, odstotek ljudi, ki so živeli v urbanih mestih z več kot 10.000 prebivalci, pa se je povečal za več kot desetkrat. Kanazava je še naprej rasla do leta 1710, ko je prebivalstvo čoninov doseglo 64.987, skupno število v mestu pa približno 120.000. Populacija se je nato stabilizirala. Pomembno je omeniti, da se je velik del gospodarske in populacijske rasti v Kanazavi, pa tudi v drugih japonskih grajskih mestih zgodil med japonsko politiko zaprte dežele (sakoku). Od leta 1630 je imela Japonska malo ali nič vpliva drugih držav. Vendar pa ta faza očitno ni bila znak nazadovanja ali zatona. Rast, ki jo je Japonska doživela med delovanjem pod politiko sakoku, je bila v veliki meri mogoča zaradi grajskih mest, kot je Kanazava. Omogočila so rast na način, ki ni zahteval tujega vpliva, in tako prispevala k uspehu in stabilnosti Japonske v tistem času.
Ogromno bogastvo Maede je bilo usmerjeno v umetnost in obrt namesto v vojaške namene, Kanazava pa je postalo središče »kulture milijonov kokujev«, kar je pomagalo zmanjšati sume šogunata glede bogastva domene in statusa njenega daimjōja kot »zunanji gospodar« ali Tozama daimjō. Tretji daimjō Maeda Tošicune je ustanovil »Kaga Workmanship Office« in promoviral lak ter delo z zlatom in lakom; in peti daimjō, Maeda Cunanori, je zbiral umetniška dela in rokodelce iz vse države. Kanazava je bilo eno največjih mest na Japonskem v obdobju Edo.
- Grad Kanazava
- Kenroku-en
- Okrožje Nagamači Buke Jašiki
- Kazue Mači
- Higaši-Čaja）
- Niši Čaja-gai（Niši-Čaja)

### Pozna moderna doba
Obdobje Meidži
Po obnovi Meidži je bilo z vzpostavitvijo sodobnega občinskega sistema 1. aprila 1889 ustanovljeno sodobno mesto Kanazava. Meje mesta so se postopoma širile s priključitvijo sosednjih mest in vasi, s čimer se je območje mesta povečalo iz prvotnih 10,40 kvadratnih kilometrov na sedanjih 468,64 kvadratnih kilometrov.
- Spominski muzej kulturne izmenjave četrte srednje šole, Išikava
- Zgodovinski muzej prefekture Išikava
- Literarna dvorana Kanazava

#### Obdobje Heisei
1. aprila 1996 je bila Kanazava razglašena za glavno mesto z večjo lokalno avtonomijo.

## Gospodarstvo
Kanazava je regionalno trgovsko središče in prometno središče prefekture Išikava. Ostaja znano po svoji tradicionalni rokodelski industriji, vključno s proizvodnjo keramike Kutani in je glavna turistična destinacija.

## Znamenitosti
Kanazava je bila eno redkih večjih japonskih mest, ki so mu zračni napadi med drugo svetovno vojno prihranili uničenje, zaradi česar se je ohranila večina znatne arhitekturne dediščine Kanazave.
Vrt Kenroku-en je daleč najbolj znan del Kanazave. Prvotno zgrajen kot zunanji vrt gradu Kanazava, je bil odprt za javnost leta 1875. Velja za enega od »treh velikih vrtov Japonske« in je poln različnih dreves, ribnikov, slapov in rož, ki se raztezajo na 10 hektarjih. Pozimi je park znan po svojih jukicuri – vrveh, pritrjenih v stožčastem nizu na drevesa, ki podpirajo veje pod težo težkega mokrega snega in tako ščitijo drevesa pred poškodbami.
Zunaj Kenroku-en so Išikava-mon, zadnja vrata gradu Kanazava. Prvotni grad je bil v veliki meri uničen v požaru leta 1888, vendar je bil delno obnovljen.
Vilo Seisonkaku je leta 1863 zgradil Maeda Narijasu (13. daimjo Kaga Domina) za svojo mamo Takako. Prvotno se je imenovala Tacumi Goten (palača Tacumi). Velik del je bil razstavljen, toda tisto, kar ostaja, je ena najelegantnejših preostalih vil fevdalnih gospodov na Japonskem. Vila stoji v kotu Kenroku-en; veljajo ločene vstopnine. Pomembne značilnosti so živobarvne stene v zgornjem nadstropju z vijoličnimi ali rdečimi stenami in temno modrimi stropi (rdeče stene – benigara - so tradicija Kanazave) in po meri izdelana angleška preproga v sprejemni dvorani.
V Kanazavi je tudi svetišče Ojama-džindža, ki velja za pomembno kulturno dediščino. Znano je po svojih mogočnih trinadstropnih vratih Šinmon, ki so nastala pod vplivom nizozemskega oblikovanja in so bila zgrajena leta 1875, z vitraji v živih barvah.
Tempelj Mjorju-dži v Kanazavi, znan tudi kot Nindža-dera (tempelj Nindža), je združitev tradicionalne tempeljske arhitekture, skritih vrat, prehodov in skritih poti za izhod v sili. Lokalna legenda pravi, da je bil tempelj s svojimi skritimi vrati in prehodi mišljen kot skrivno zatočišče lokalnih vladarjev v primeru zunanje grožnje.
Gora Utacu daje čudovit pogled na mesto Kanazava. Na gori so svetišče Tojokuni, svetišče Utacu (Tenman-gū) in svetišče Atago, skupaj znano kot tri svetišča na gori Utacu. V bližini vrha je spomenik pisatelju Šūsei Tokudi (1872 – 1943).

### Tradicionalna arhitektura
Kanazava se ponaša s številnimi nekdanjimi hišami gejš iz obdobja Edo (1603–1867) v okrožju Higaši Geiša, čez reko Asano (s starim kamnitim mostom) iz osrednje Kanazave. V bližini je Jougecu Minšuku, ki leži na enem koncu ene najbolj fotografiranih ulic na Japonskem. To območje ohranja videz in občutek predmoderne Japonske, njene dvonadstropne lesene fasade so preproste in stroge. Učinek je poudarjen z zgodnjo jutranjo meglo. Ponoči je ulica osvetljena s poustvarjeno ulično svetilko iz obdobja Taišō.
Hiše so bile obdavčene glede na širino pročelja, kar je vodilo v razvoj številnih dolgih, tankih hiš. V nasprotju s samurajskimi hišami so bile zgrajene tik ob cesti in neposredno na sosede. Bile so dvonadstropne, vendar je bilo zgornje nadstropje namenjeno predvsem skladišču, predvsem na sprednji strani hiše, nad trgovino. Ena od značilnosti trgovskih hiš v Kanazavi je dolg zemeljski hodnik, ki poteka od vhodnih vrat do zadnjega dela hiše. Ta je bil običajno na eni strani in sobe so se odpirale z njega. Tipična trgovska hiša bi imela trgovinski del, nato nekaj notranjih prostorov, z najpomembnejšim prostorom zadaj, ki gleda na notranji vrt. Za tem je bila kuhinja, na zadnji strani hiše pa je bilo ognjevarno skladišče z debelimi stenami.
Čeprav je zelo malo ostalo iz obdobja Edo, je osnovni slog ostal nespremenjen do druge svetovne vojne. Ena od pomembnih značilnosti zasnove so krila sode-utacu, ki se raztezajo naprej na straneh zgornjega nadstropja. Njihov natančen namen ni gotov, vendar ena teorija pravi, da so bili zaviralci vetra, kar je logično glede na vremenske razmere v Kanazavi. Sneg je bil tudi pomemben dejavnik pri oblikovanju hiše. Strehe so se spuščale v osrednji vrt, ki je bil zasnovan tako, da omogoča zbiranje snega in zagotavlja svetlobo zadaj. Medtem ko je morje črno glaziranih ploščic, ki se lesketajo v soncu, običajna turistična podoba Kanazave danes, je tradicionalni arhitekturni slog uporabljal lesene deske, ki so jih držali kamni. Zaradi obilnih snežnih padavin na obali Japonskega morja so tradicionalne ploščice veljale za pretežke. Uporaba ploščic na fasadi in desk pod napuščem je namenjena preprečevanju poškodb zaradi snega.

### Območje samurajev
Leta 1611 je prišlo do obsežne reorganizacije samurajskih območij. Območja so bila določena glede na dohodek. Ker se je skupni dohodek domene v zadnjih nekaj desetletjih štirikrat povečal, je bilo treba narediti nekaj reorganizacije. In treba je bilo najti prostor za 14 družin z dohodki nad 3000 koku in njihove spremljevalce, da ne omenjamo velikega števila samurajev, ki so prispeli iz Takaoke (v prefekturi Tojama) z Maedo Tošicunom, tretjim gospodarjem, ko je prevzel svoj položaj. Najbogatejše družine so izselili iz gradu in jim dodelili velika posestva po mestu. Njihovi lastniki so bili nastanjeni v ogromnih kompleksih v bližini. Najpomembnejši primer v Kanazavi je Honda-mači, kjer so živeli podporniki bogate in močne družine Honda, v mestu, ki je bilo skoraj mesto v mestu.
V večini primerov, tudi pri velikih fevdih, kot sta Sendai in Sacuma, so samuraji živeli na lastni zemlji. Toda v Kaga so vsi samuraji, ne glede na dohodek, živeli v Kanazavi. Ko je bila Kanazava v poznem 17. stoletju dokončana v bolj ali manj končni obliki, je imelo mesto več kot tri četrtine samurajskih stanovanj. Najbližje gradu so bila ogromna posestva osmih hiš (glavnih vazalov) in njihovih lastnih častnikov. Za vsakih 100 kokujev dohodka je samuraj dobil približno 550 kvadratnih metrov zemlje, povprečje samurajev »srednjega razreda« pa je bilo 800, kar je ogromno v primerjavi s sodobnimi japonskimi stanovanji. Najbogatejša vazalna družina Honda je imela 50.000 koku dohodka. Najnižja raven za daimjo je bila 10.000 koku in razen osmih hiš je kakšnih dvanajst družin imelo dohodke, ki so presegali to vrednost. Kanazava je bila polna ogromnih dvorcev.
Velikost in lokacija samurajskih stanovanj je bila določena z dohodkom in položajem. Najbogatejši in najmočnejši samuraji v Kanazavi so imeli svoje može, pogosto na stotine, ki so bili nastanjeni v velikih prostorih, ki so običajno mejili na glavno hišo. Samurajske hiše so imele podoben osnovni vzorec: enonadstropno bivališče, običajno dokaj kvadratnega ali pravokotnega tlorisa, obdano z vrtom – tako zelenjavnim kot okrasnim. Streha je bila dvokapna in obrnjena proti cesti. Mejni zid je bil navadno narejen iz zbite zemlje, pokrit s ploščicami. V mestu jih je kar nekaj, predvsem na območju Nagamači. Velikost in višino obzidja ter vhodnih vrat je narekoval tudi rang. Samuraji z dohodkom več kot 400 koku so imeli vrata hleva, ki so se uporabljala za namestitev stražarjev in konjev.
Čeprav je območje Nagamači v turističnih brošurah promovirano kot »območje samurajev«, velika večina hiš niso samurajske hiše, ampak sodobna povojna stanovanja. V Kanazavi je zelo malo pravih samurajskih hiš. (To je zato, ker so se po obnovitvi Meidži samuraji znašli brez svojega tradicionalnega dohodka in mnogi od njih so na koncu razprodali svoja posestva, ki so bila spremenjena v polja, preden so bila pred drugo svetovno vojno preurejena v sodobna stanovanja.)

### Območje templjev
Eden od značilnih vidikov Kanazava in drugih grajskih mest je združevanje templjev blizu vhodov. Ko je v Kanazava vladal Ikkō, so bili vsi templji Džōdo Šinšū, sekta Ikkō. Po porazu Ikkō so se priselile druge sekte: Sōtō, Šingon, Hokke, Dži itd. Na sedanje lokacije so jih postavili okoli leta 1616. V Teramačiju (območje »tempeljskega mesta«) so jih postavili enega poleg drugega po dolgi ravni cesti, ki vodi do vznožja Nodajama. Za to vrsto načrtovanja so pogosto trdili obrambne namene in res je, da so lahko široke prostore, debele zidove in velike dvorane templjev uporabili kot zasilne utrdbe. Ni pa gotovo, v kolikšni meri je to vplivalo na postavitev. Vsaj v primeru Kanazava ni bil nikoli preizkušen.
Na drugi strani mesta ima tempeljska četrt Utacujama, ob vznožju istoimenskega hriba, manjše templje in ovinkaste ceste.

### Območje gejš
Kanazava se je še razširila leta 1661, ko so se mnogi samuraji, ki so sledili svojemu upokojenemu lordu Tošicuneju v njegovo vilo v Komacu, vrnili po njegovi smrti. Gradili so hiše na obrobju mesta, s skoraj povsem nenačrtovano razporeditvijo ulic. Ta območja so nekateri izmed najbolj labirintnih delov mesta, vendar to ni bilo storjeno v obrambne namene. V tem času je bil mir precej trdno zagotovljen. Da bi ublažili gnečo zaradi nenehnega (nezakonitega) prihoda kmetov in drugih migrantov, je bilo prebivalcem dovoljeno najemati zemljo od sosednjih kmetov. Ta območja so med najbolj zapletenimi, saj so bile ceste speljane po starih vijugastih poteh skozi polja.
Tako je mesto Kanazava doseglo obliko, ki jo je ohranilo do konca obdobja Edo - celo zdaj je večina cest v starem mestu le malo spremenjena v obliki izpred dveh stoletij. Edina večja sprememba je bila ustanovitev »okrožij gejš« (hanamači) ob vznožju Utacujame in nad reko Sai leta 1820, da bi nadzorovali in urejali zabaviščne hiše in prostitutke (kopalke: 湯女). Vendar so konservativne frakcije ponovno prevzele nadzor nad vlado Kaga in okrožja gejš so bila desetletje kasneje ukinjena. Okrožja so bila spet legalna tik pred obnovo Meidži in tako je ostalo, dokler ni bila prostitucija uradno prepovedana leta 1954. Območja gejš so bila izven meja za samuraje; bili so pokrovitelji bogatih trgovcev in obrtnikov, ki so med seboj tekmovali, kdo bo porabil največ denarja za zabave.
Hiša gejš ali »čajnica«, kot jo običajno imenujejo, je na videz podobna trgovskim hišam (na enak način so samurajske hiše na videz podobne kmečkim hišam). Vendar pa je za razliko od trgovskih hiš, kjer je bilo drugo nadstropje spredaj namenjeno skladiščenju in je bilo zato zelo nizko, drugo nadstropje čajnic veliko višje, ker je bilo zgornje nadstropje uporabljeno kot glavni prostor za zabavo.
Zgornja nadstropja so obrnjena z drsnimi lesenimi polkni, ki bi bila odprta podnevi ali ko bi bila zabava. Spodnje nadstropje je obloženo z edinstveno, izjemno fino mrežo, ki je znana kot Kaga rešetka. Standard dekorja je bil veliko višji od večine trgovskih hiš, vsaj do obsega, ki ga je dovoljeval zakon razkošja, ki ga je sprejel šogunat. Deloma zaradi dolgih mračnih zim je dekor Kaga veliko svetlejši od sivih zemeljsko rjavih, zelenih in oker kjotskega sloga: priljubljene so bile drzne, svetlo škrlatne (benigara: 紅柄) in ultramarin barve. Zgornje nadstropje vile Seisonkaku v Kenroku-en je še posebej drzno okrašenao, z vijoličnimi in črnimi stenami.

## Kultura
Hjakumangoku Macuri in Asano-gava Enjukai sta glavna festivala v mestu Kanazava.
Kanazava-haku je zlato, ki je stlačeno v list, podoben papirju. Zlati lističi igrajo vidno vlogo v mestni kulturni obrti, do te mere, da obstaja muzej zlatih listov Kanazava Jasue. Najdemo ga po vsej Kanazavi in Išikavi; Kanazava proizvede 99 % japonskih visokokakovostnih zlatih lističev. Zlati lističi, ki prekrivajo slavni zlati paviljon v Kjotu, so bili proizvedeni v Kanazavi. Zlati lističi se dajejo celo v hrano. Mesto slovi po čaju z zlatimi kosmiči, ki je med Japonci dober za zdravje in vitalnost. Znana je tudi Kanazava lakirana posoda (Kanazava šiki), visokokakovostna lakirana posoda, tradicionalno okrašena z zlatim prahom.
»Kulturna krajina v Kanazavi. Tradicija in kultura v grajskem mestu« je razglašen za pomembno kulturno krajino.

### Kuhinja
Kanazava je znano po tradicionalni kuhinji kaga, z morskimi specialitetami. Sake, proizveden v tej regiji, pridobljen iz riža, pridelanega v prefekturi Išikava z veliko padavinami v pokrajini Hokuriku, ki omogoča zadostno oskrbo s čisto, svežo vodo, velja za visoko kakovostnega. Omičo market je tržnica sredi mesta, prvotno odprta, zdaj pa pokrita, ki izvira iz obdobja Edo. Večina tamkajšnjih trgovin prodaja morsko hrano.
Priljubljena hrana in pijača v mestu Kanazava so:
- Vagaši (japonske slaščice) iz Kanazave – občudovane zaradi svoje sposobnosti, da jih vzorči 5 čutil okusa, vonja, dotika, vida in sluha.
- Džibuni - Jed, ki se prilega rački h gosti juhi. Simbolizira Kanazavo
- Kanazava sake – prefinjen sake iz regije.
- Kaga zelenjava - vrhunska zelenjava, ki podpira tradicionalno kuhinjo stare Kanazave.
- Kaburazuši – tradicionalna fermentirana jed, ki obstaja že od dobe Edo

## Pobratena mesta
Mesto Kanazava je pobrateno z:
| Mesto        | Država       | Upravna enota     | Od                |
| ------------ | ------------ | ----------------- | ----------------- |
| Buffalo      | ZDA          | New York          | 18. december 1962 |
| Porto Alegre | Brazilija    | Rio Grande do Sul | 20. marec 1967    |
| Irkutsk      | Rusija       | Irkutska oblast   | 20. marec 1967    |
| Gent         | Belgija      | Flamska           | 4. oktober 1971   |
| Nancy        | Francija     | Grand Est         | 12. oktober 1973  |
| Sudžou       | Kitajska     | Džiangsu          | 13. junij 1981    |
| Jeonju       | Južna Koreja | Jeollabuk-do      | 30. april 2002    |